# Comacupes cylindraceus
Comacupes cylindraceus là một loài bọ cánh cứng trong họ Passalidae. Loài này được Perty miêu tả khoa học năm 1831.